# Luciano Iturrino
Luciano Iturrino Zenekorta (Motrico, Guipúzcoa, 4 de noviembre de 1963) es un exfutbolista español que se desempeñaba en la demarcación de centrocampista. A lo largo de su trayectoria jugó, entre otros, en la Real Sociedad, el Athletic Club, el CD Logroñés, la UD Salamanca y la Sociedad Deportiva Eibar.

## Trayectoria
Iturrino se formó en la cantera de la Real Sociedad de Fútbol. Debutó con el primer equipo en la temporada 1984-85, si bien solo jugó 12 minutos. Con el equipo donostiarra, ganó  la Copa del Rey en 1987. 
En 1989 fichó libre por el Athletic Club, después de no haber conseguido consolidarse en el conjunto rival. El 2 de septiembre debutó con el club rojiblanco en una victoria por 1 a 0 ante la Real Sociedad. Su paso por el conjunto rojiblanco no fue positivo, ya que solo jugó 30 partidos en dos temporadas. 
En el verano de 1991 fichó por el Club Deportivo Logroñés, donde sí consiguió hacerse sitio en el once titular. En la 1992-93 disputó todos los partidos de Liga y anotó cuatro tantos. Revalorizado tras su paso por la capital riojana, Luciano Iturrino regresó a la Real Sociedad en 1994, pero solo intervino en 17 encuentros de Liga. 
En 1995 se incorporó a la Unión Deportiva Salamanca. En su primera temporada jugó 40 partidos, pero el equipo castellano bajó a Segunda División. En la división de plata del fútbol español, Iturrino mantuvo su puesto en el once hasta la campaña 97-98, en la que el equipo blanquillo ascendió a Primera División. Tras un breve paso por el Club Bermeo de Segunda B, Iturrino terminó la temporada 1998-99 en la SD Eibar, de Segunda División. En 2000 recaló en el C.D. Aurrera Ondarroa, donde colgó las botas a final de temporada. 
En total jugó, durante su carrera, 262 partidos de Primera División.
Tras su retirada del fútbol en activo ha formado parte de los equipos de veteranos de fútbol indoor y trabajado como entrenador de categorías inferiores tanto de la Real Sociedad como del Athletic Club.

## Selección nacional
Iturrino nunca jugó con España, pero disputó dos encuentros internacionales no oficiales con la selección vasca de fútbol.

## Clubes
| Club                    | Categoría          | País   | Año       | Partidos | Goles |
| ----------------------- | ------------------ | ------ | --------- | -------- | ----- |
| Sanse                   | Segunda División B | España | 1983-1984 | n/d      | n/d   |
| Real Sociedad de Fútbol | Primera División   | España | 1984-1989 | 52       | 5     |
| Athletic Club           | Primera División   | España | 1989-1991 | 24       | 4     |
| CD Logroñés             | Primera División   | España | 1991-1994 | 107      | 7     |
| Real Sociedad de Fútbol | Primera División   | España | 1994-1995 | 17       | 1     |
| UD Salamanca            | Primera División   | España | 1995-1996 | 40       | 1     |
| UD Salamanca            | Segunda División   | España | 1996-1997 | 33       | 2     |
| UD Salamanca            | Primera División   | España | 1997-1998 | 21       | 0     |
| SD Eibar                | Segunda División   | España | 1998-2000 | 49       | 7     |
| C.D. Aurrera Ondarroa   | Tercera División   | España | 2000-2001 | n/d      | n/d   |

## Palmarés

### Campeonatos nacionales
| Título       | Club          | País   | Año     |
| ------------ | ------------- | ------ | ------- |
| Copa del Rey | Real Sociedad | España | 1986-87 |

## Trivia
- Iturrino se ganó el apodo de Lucho o Lutxo por su habilidad con la bicicleta en su primera etapa con la Real Sociedad. Al finalizar la temporada toda la plantilla de la Real solía realizar una excursión cicloturista y el de Motrico demostraba una gran destreza con la bicicleta. Era la época en la que estaba en boga el ciclista colombiano Lucho Herrera, un gran escalador; y la similitud entre el apodo del ciclista y el nombre del jugador hizo el resto.